# Психологическое консультирование
Психологи́ческое консульти́рование — один из видов психологической помощи (наряду с психокоррекцией, психотерапией, психологическими тренингами и др.), выделившийся из психотерапии. Согласно Р. Нельсону-Джоунсу, психологическое консультирование, по своей сути, является видом отношений помощи.
Сложным является вопрос о соотношении и разграничении психологического консультирования и психотерапии. По этому поводу существуют разнообразные точки зрения. В частности, утверждается, что психотерапия представляет собой глубокую долговременную работу, нацеленную на медицинскую помощь при психических расстройствах и изменении в структуре личности, а психологическое консультирование, как правило, является краткосрочным и направлено на решение проблем психологического содержания, в достижение психически здоровыми клиентами их жизненных актуальных целей. В отличие от психологического консультирования, психотерапия рассчитана обычно на помощь людям с психическими расстройствами. В РФ лицо, не имеющее высшего медицинского образования, не имеет юридического права заниматься медицинской психотерапией (с возможностью прописывать препараты), хотя на Западе клинические психологи имеют право заниматься психотерапией наряду с врачами. Следует разделять термины психотерапевт и врач-психотерапевт.
Многие авторы отмечают, что провести чёткую грань между психологическим консультированием и психотерапией возможно, хоть граница между ними является условной. Нередко эти два термина используются ошибочно как синонимы.

## История и причины появления
Как пишет специалист в области психологического консультирования Римантас Кочюнас, данная профессиональная деятельность возникла в ответ на потребности людей, которые не имея клинических нарушений всё же искали психологическую помощь. Именно поэтому, специалисты по психологическому консультированию помогают прежде всего людям, испытывающим трудности в повседневной жизни, деятельности, общении и т. д.
Психологическое консультирование появлялось, содержательно наполняясь различными теориями — как психологическими и психотерапевтическими, так и философскими, социально-психологическими, так и собственно — консультативными.
Появление теорий психологического консультирования находится под влиянием социально-исторических (особенности общественной организации, общественные проблемы времени, в которых живёт создатель теории, изменения в обществе и др.) и культурных факторов (различия в культурах, в которых создаются теории). Создатели теорий нередко создают свои теории, решая свои собственные проблемы, при этом выражая или отражая собственную индивидуальность, имея сильную заинтересованность в записи и передаче идей.

## Цели
Цели психологического консультирования зависят от конкретной психологической школы. Рассмотрим некоторых из них:
- Бихевиорально-ориентированное направление в консультировании ставит своей целью изменение поведения человека.
- Для экзистенциального направления, как отмечает Эмми ван Дорцен, цель психологического консультирования «состоит в том, чтобы прояснить, оттенить и понять жизнь». Оказываемая консультантом клиенту помощь нацелена на поиск последним собственного направления в жизни с использованием инсайтов. Данный процесс подразумевает осмысление целей и намерений человека, а также его общего отношения к жизни[5].

Обобщённо говоря, цель психологического консультирования — помочь клиенту в решении его психологической проблемы. Осознать и изменить малоэффективные модели поведения, для того, чтобы принимать важные решения, разрешать возникающие проблемы, достигать поставленных целей, жить в гармонии с собой и окружающим миром.
По направленности цели психологического консультирования разделяют на цели, связанные с исправлением (коррекцией) и цели, связанные с обеспечением роста и развития, хотя такое разделение не всегда возможно произвести достаточно чётко.
В целом, в психологическом консультировании (с рядом исключений) большое внимание уделяется достижению состояния психологического комфорта и сохранению психического здоровья (как клиента, так и консультанта), а также особенно большое значение придаётся повышению личной ответственности клиентов за ход их собственной жизни, и, в конечном счёте, — возможности жить без помощи консультанта.
Постановка цели психологического консультирования, являющейся предвосхищаемым его результатом, в силу обоюдной активности в процессе консультирования как консультанта, так и клиента в разных теоретических традициях является обычно единым совместным творчеством обоих субъектов, хотя вместе с тем, её понимание (например, глубина понимания), а также способы отношения к данной цели у них могут различаться, в силу того, что они занимают различные позиции в психологическом консультировании.
Одно из самых общих определений основной цели психологического консультирования является определение, данное Ю. Алёшиной — это оказание психологической помощи. Вместе с тем, дальнейшая конкретизация этой цели — достаточно сложное занятие. Например, как отмечает отечественный исследователь в области методологии психологии Анатолий Сергеевич Шаров, вопрос о том, что означает «помочь человеку?» не является таким уж простым. Ответ на него будет зависеть от теоретической позиции, которую занимает консультант, а точнее от её ценностной основы, которой определяется, что же является ценным, важным, существенным и значимым, а что таким не является. С другой стороны, различные сообщества, как и их члены, имеют различные базовые ценностные ориентации, и соответственно этим ценностным ориентациям должны определяться цели психологического консультирования. Цели психологического консультирования не могут быть поставлены только консультантом. Скорее совсем наоборот - цель ставит клиент, консультант сопровождает его в достижении этой цели. 
В качестве цели психологического консультирования, практически вне зависимости от подхода, который использует консультант, может рассматриваться выслушивание и понимание клиента, которое уже само по себе, зачастую приводит к положительным изменениям. Другими словами, предвосхищаемым результатом консультирования является обеспечение клиента возможностью высказаться, поговорить откровенно, рассказать о том, что беспокоит и тревожит его.
Выделяется целый ряд критериев, свидетельствующих о том, что цели психологического консультирования достигнуты. Рассмотрим основные из них:
1. Удовлетворённость клиента. В частности, удовлетворённость не стоит понимать только таким образом, что клиенту должно стать лучше, чем было до консультации. Удовлетворённость клиента — один из критериев того, что помощь была оказана эффективно, однако многое определяется характером проблемы клиента. Например, если клиент переживает горе или утрату, то он может и должен рассчитывать на то, что после консультации ему станет хоть немного легче, а консультант будет стараться облегчить его горе. В иной ситуации облегчение эмоционального состояния может не являться основной целью консультанта, и более того, клиент может начать переживать свои проблемы острее и болезненней, поскольку в некоторых случаях ощущение собственной ответственности, приходящей вместе с пониманием ситуации, может не являться лёгким или приятным переживанием[7].
2. Принятие клиентом ответственности за происходящее с ним.

Психологическое консультирование отличается от психотерапии, хотя чёткую границу между ними не проводят.
В частности, как отмечает Р. Нельсон-Джоунс, большинство консультантов не считают использование отношений помощи (то есть психологического консультирования) достаточно эффективным для того, чтобы у клиента произошли конструктивные изменения, и полагают, что необходимо использовать также целый репертуар воздействий (то есть психотерапию), в дополнение к отношениям помощи.
В психотерапии делается акцент на изменении в личности, в то время как в психологическом консультировании на использовании имеющихся у клиентов ресурсов. В психологическом консультировании, как правило, большее чем в психотерапии значение придаётся информированию и объяснению.
Психотерапевты, как правило, имеют дело с более тяжёлыми расстройствами, более глубинными проблемами, а «психотерапия» является более медицинским термином, чем «консультирование». Ю. Е. Алёшина, в частности, отмечает, что различия между потребностями в психотерапевтической помощи и психологическом консультировании «часто проявляется уже в формах обращения за помощью, в специфике жалоб и ожиданий от встречи» со специалистом, и локусе (точнее локусе контроля) этих жалоб. Клиентов, нуждающихся в психологическом консультировании, отличает обычно подчёркивание ими негативной роли других людей в возникновении их собственных жизненных сложностей, в то время как клиентов, нуждающихся в психотерапевтической помощи отличают, как правило, жалобы на «неспособность контролировать и регулировать свои внутренние состояния, потребности и желания», а также некоторые формы поведения. Кроме того, клиенты, нуждающиеся в психологическом консультировании уже проделали часть работы по анализу собственных проблем и неудач, решили, что им нужна помощь — это уже «шаг, требующий определённого мужества», в то время как клиенты, нуждающиеся в психотерапевтической помощи нередко проявляют себя менее осмысленными и активными по отношению к своим проблемам клиентами, что в некоторых направлениях рассматривается как их переход больше к качеству «пациента», чем «клиента».
Некоторые авторы, например Ю. Е. Алёшина, отмечают также, что различна длительность психологической помощи — психологическое консультирование, как правило, является краткосрочным (редко превышает 5-6 встреч консультанта и клиента), в то время, как процесс психотерапии может длиться значительно дольше (десятки, а то и сотни встреч консультанта и клиента в течение ряда лет), но есть исключения, связанные с особенностями понимания консультативного процесса в некоторых теориях.

## Виды
Традиционно, в психологическом консультировании различают следующие виды (критерием различения служит направленность психологического консультирования на сферы жизни личности):
- Индивидуальное психологическое консультирование;
- Семейное психологическое консультирование;
- Групповое психологическое консультирование;
- Профессиональное (карьерное) психологическое консультирование;

## Этические принципы
В деятельности психолога-консультанта, при оказании им психологической помощи, существуют некоторые принципы и требования, реализация которых является обязательной. Существование различных этических кодексов деятельности психолога-профессионала в различных странах и психологических сообществах связано с тем, что не существует однозначных и простых ответов на этические и моральные проблемы, возникающие в психологической практике. Эти принципы необходимы для того, чтобы оказание психологической помощи было не просто более эффективным и осмысленным занятием, но также — социально приемлемым. Во множестве работ на эту тематику обсуждаются различные сложные ситуации, в частности — как следует вести себя консультанту, если в ходе приёма он узнаёт, что его клиент замышляет или совершил асоциальный поступок, если он видит следы побоев или другого насилия на теле у ребёнка, если родители хотят узнать что-либо о своём скрытном ребёнке-подростке, а также многие другие. В некоторых странах, например в США, несоблюдение профессиональных принципов и требований может вести к лишению психолога диплома, прав на практику и предложение своих профессиональных услуг и т. д.
Очень сложно и вряд ли возможно различить этические принципы психологической помощи в целом и психологического консультирования.
Среди наиболее важных этических принципов психологического консультирования (согласно Ю. Е. Алёшиной) традиционно выделяют следующие:
1. Доброжелательное и безоценочное отношение к клиенту — «целый комплекс профессионального поведения, направленного на то, чтобы клиент чувствовал себя спокойно и комфортно». Консультанту необходимо уметь внимательно слушать клиента (например, используя технику активного слушания), стараясь понять его, не осуждая при этом, а также оказывать психологическую поддержку и помощь.
2. Ориентация психолога на нормы и ценности клиента — психолог ориентируется на нормы и ценности клиента, а не на социально принятые нормы и правила, что может позволить клиенту быть искренним и открытым. Отношения принятия ценностей клиента и их уважение являются не только возможностью выразить поддержку клиенту, но также позволяют повлиять в будущем на эти ценности, если они станут рассматриваться в процессе консультирования как препятствие для нормальной жизнедеятельности человека.
3. Запрет давать советы — психолог, даже несмотря на свой профессиональный и жизненный опыт и знания, не может дать гарантированный совет клиенту, в частности и потому, что жизнь клиента и контекст её протекания уникальны и непредсказуемы и клиент является основным экспертом в своей собственной жизни, в то время как психолог обычно выступает как эксперт в других областях, в частности в способах выстраивания отношений с клиентом, а также в теории психологической помощи. Кроме того, дать совет — значит принять ответственность за жизнь клиента в случае, если он им воспользуется, что не способствует развитию его личности. Помимо этого, давая совет, психолог может изменить профессиональную позицию, а принимая совет, клиент также может изменить свою позицию в сторону большей пассивности и поверхностного отношения к происходящему. Нередко при этом любые неудачи в реализации совета клиентом могут приписываться психологу, как давшему совет авторитету, что мешает пониманию клиентом своей активной и ответственной роли в происходящих с ним событиях.
4. Анонимность — никакая информация, сообщённая клиентом психологу, не может быть передана без его согласия ни в какие организации и другим лицам, в том числе родственникам или друзьям. Вместе с тем, существуют исключения (о которых психолог должен заранее предупреждать клиента), специально отмеченные в законодательстве страны, в соответствии с законами которой осуществляется профессиональная деятельность психолога.
5. Разграничение личных и профессиональных отношений — это принцип-требование к консультанту, связанный с рядом психологических феноменов, влияющий на процесс психологической помощи. Например, известно, что на профессиональные отношения могут иметь сильное влияние отношения личные, в частности личные потребности и желания психолога влияют как на процесс психологической помощи, так и на самого клиента, а следовательно, могут препятствовать эффективному осуществлению психологической помощи. Существуют различные исследования этих влияний (см., например, феномены переноса и контрпереноса). В конце XX века происходили дискуссии по этой проблеме, анализировались различные последствия вступления психолога и клиента в личные, в том числе в сексуальные отношения, но основным выводом из этих дискуссий стало положение о том, что при осуществлении психологом профессиональной деятельности личных отношений по возможности лучше избегать. Если же такие или подобные им отношения появляются, то необходимо стараться действовать в интересах клиента и как можно скорее прервать процесс психологической помощи[12].

## Организация процесса
Психологическое консультирование может проходить в различных пространственных и временных условиях, но считается, что для повышения его эффективности существенное значение имеют особенности пространственной и временной организации этого процесса.

Один из вариантов расположение стульев для консультации и общей атмосферы в консультативном кабинете

В качестве наиболее подходящего места для проведения психологического консультирования, указывают специально оборудованный кабинет, позволяющий обеспечить уединённость, удобство и комфорт, в котором должны отсутствовать элементы, которые могут привлечь излишнее внимание клиента, и отвлекающие его от процесса консультирования. Вместе с тем, консультирование может быть успешным и без наличия специально оборудованного кабинета. Для этого, консультант может специально организовать некоторую часть пространства, лучше всего в углу, где можно посадить клиента спиной к двери, ограничив его поле зрения, и тем самым, максимально сосредоточив его на самом себе.
Эффективным вариантом посадки консультанта и клиента, считается положение друг на против друга и чуть наискосок, которое позволяет с лёгкостью видеть лицо собеседника, и вместе с тем даёт возможность отвести глаза в сторону без особого труда. Расстояние между консультантом и клиентом не должно быть слишком маленьким, то есть они не должны сидеть слишком близко друг к другу, и должны иметь пространство для ног, достаточное чтобы иметь возможность, чтобы встать или сесть на своё место. Иногда полезно когда между ними находится что-то вроде журнального столика, куда можно что-либо положить или при необходимости вести запись. Вместе с тем, стол не должен быть большим, так как может стать помехой и восприниматься как барьер между клиентом и консультантом.
Время, как и пространство, имеет большое значение для эффективности и успешности психологического консультирования. Во-первых, у клиента и консультанта должно быть достаточно времени, и выбор этого времени должен быть сделан правильно, то есть должны быть обеспечены возможности спокойно, не спеша, и «на свежую голову» участвовать в консультативном сеансе у обоих. Во-вторых, время самой консультации должно быть правильно организовано, под чем подразумевается чёткое обозначение начала и конца консультативного сеанса, а также наличие этапов консультативного сеанса. Часы на стене или на столе, как важный атрибут кабинета консультанта позволят напомнить всем участникам психологического консультирования о том, что время идёт и им обоим необходимо работать активно и динамично.

## Теории, направления и подходы
Любое психологическое консультирование, будучи видом психологической практики, опирается на теоретическое понимание этой практики. Теории, применяемые для психологического консультирования, обладают целым рядом функций, например:
- разработка терминологии, профессионального языка и способов его использования — то, с помощью чего можно понимать и интерпретировать происходящее с клиентом и в целом консультативный процесс, а также обмениваться информацией и достигать взаимопонимания;
- обеспечение консультантов и клиентов концептуальными структурами, на основе которых можно принимать решения, интерпретировать проявления клиента — его поведение, мысли, чувства и переживания, направления его развития, способы общения с ним, а также систематически осмысливать консультативный процесс;
- помощь в понимании, объяснении, а также прогнозировании (иногда — индуцировании) различных проявлений и возможных вариантов поведения и жизнедеятельности клиента.

Хотя клиенты не так искушены в создании и использовании теорий, тем не менее, они создают и используют свои «непрофессиональные» теории для понимания и осмысления того, что с ними происходит в их жизни и, в частности, в процессе психологического консультирования. И эти теории опосредуют сам процесс психологического консультирования и, соответственно, его результаты.
Несмотря на указанную значимость теорий для процесса психологического консультирования, они — лишь один, хотя и важный, посредник в этом процессе. Есть и другие посредники, от которых зависит процесс и результат психологического консультирования. Традиционно выделяют консультанта (его знания, навыки, способности и многое другое), самого клиента, эффективность использования методов психологического консультирования, а также контекстные переменные.
Некоторые авторы, например Раймонд Корсини, рассматривают психологическое консультирование как настолько сложную деятельность, что сравнивают её с искусством.

### Подходы
В психологическом консультировании наиболее устойчиво выделяемыми (в отечественной и зарубежной психологии) подходами к его осуществлению называют следующие (критерий выделения — на чём концентрируется подход):
- поведенческое (бихевиоральное) направление, в том числе:
  - рационально-эмоциональная поведенческая терапия А. Эллиса (некоторые авторы, например, Р. Нельсон-Джоунс[1], относят его к когнитивному направлению);
  - клиническая поведенческая терапия Марвина Р. Голдфрида и Герольда Дэвисона (А. Эллис относит его к когнитивному направлению)[14];
- когнитивное направление, в том числе:
  - социально-когнитивное консультирование А. Бандуры;
  - когнитивное консультирование А. Бека;
  - краткосрочная терапия Ирвинга Джайниса;
- психодинамическое (психоаналитическое) направление, в том числе:
  - психоанализ З. Фрейда и др.;
  - индивидуальная психология А. Адлера;
  - аналитическая психология К. Г. Юнга;
  - самоанализ К. Хорни;
- гештальттерапевтическое направление Ф. Перлза (некоторые авторы, например, Р. Нельсон-Джоунс[1], относят его к гуманистическому направлению);
- психодраматическое направление Я. Л. Морено;
- экзистенциальное (экзистенциально-гуманистическое) направление, в том числе:
  - экзистенциальное консультирование И. Д. Ялома и Р. Мэя;
  - личностно-центрированное консультирование К. Роджерса;
  - транзактный анализ Э. Берна;
  - логотерапия В. Франкла;
  - консультирование реальностью У. Глассера;
- конструктивистские направления, в том числе:
  - нарративное направление;
  - диалогическое направление, в том числе:
    - теория диалогического я Г. Херманса;

  - феминистское направление;
- эклектическое и интегративное направление, в том числе:
  - мультимодальное консультирование А. А. Лазаруса;
  - консультирование по жизненным умениям Р. Нельсона-Джоунса.

## Осмысление в художественной культуре и популяризация
Психологическому консультированию, в его, во многом, психоаналитическому прочтению, посвящён американский драматический сериал англ. in Treatment, снятый американской компанией англ. HBO по мотивам израильского сериала англ. BeTipul.